# Plectrohyla guatemalensis
Plectrohyla guatemalensis es una especie de anfibio de la familia Hylidae.
Habita en la Sierra Madre de Chiapas (El Salvador, Guatemala, este de Honduras y sur de México).
Sus hábitats naturales son los montanos secos y los ríos y está amenazada de extinción por la destrucción de su hábitat natural.